# ФК Динамо Враня
Вижте пояснителната страница за други значения на Войводина.
„Динамо Враня“ (на сръбски: Фудбалски клуб Динамо Врање) е футболен клуб от град Враня, Пчински окръг, Централна Сърбия. През сезон 2018/19 прави дебютния си сезон в Суперлигата (Висшата лига на Сърбия), но завършвайки а 14-о място от 16 отбора изпада в Първа лига.
Клубът е основан през 1947 година в СФР Югославия.
Стадионът, на който играе отборът, се нарича „Юмко“. Той има капацитет от 2205 места.

## Успехи
- Сръбска суперлига
  - 14-о място (1): 2018/19
- Сръбска лига Изток (3 ниво):
  -  Шампион (3): 2005/06, 2007/08, 2014/15

### Известни футболисти
Футболисти на национали отбори
- Адмир Аганович
- Остоя Степанович
- Войислав Станкович